# Calycomyza dominicensis
Calycomyza dominicensis este o specie de muște din genul Calycomyza, familia Agromyzidae, descrisă de Spencer în anul 1973.
Este endemică în Dominica. Conform Catalogue of Life specia Calycomyza dominicensis nu are subspecii cunoscute.